# De Topper
De Topper é nome de um clássico da Eredivisie disputado entre os clubes Amsterdamsche Football Club Ajax, ou mais conhecido apenas como Ajax que manda as suas partidas na Johan Cruijff Arena e é sediado em Amsterdam, e o Philips Sport Vereniging, ou mais conhecido como PSV que joga os seus jogos em casa no Philips Stadion e é sediado em Eindhoven. Essa é a segunda maior rivalidade dos Países Baixos, sendo a maior é o De Klassieker entre Ajax e Feyenoord.

## Estatísticas (Desde de 1928)
| Partidas | Partidas                                                     | Partidas | Partidas | Partidas | Partidas | Partidas | Partidas | Partidas | Partidas |
| Competição | Competição                                                   | P        | AJX      | E        | PSV      | GAJX     | GPSV     |          |          |
| --- | ------------------------------------------------------------ | -------- | -------- | -------- | -------- | -------- | -------- | -------- | -------- |
| AJX | Play-offs da Liga Holandesa (primeira divisão até 1955/1956) | 8        | 6        | 0        | 2        | 27       | 16       |          |          |
| PSV | Eredivisie (primeira divisão desde de 1956/57)               | 133      | 52       | 27       | 54       | 220      | 218      |          |          |
| PSV | Play-offs da Primeira Liga Holandesa                         | 2        | 0        | 1        | 1        | 2        | 4        |          |          |
| AJX | Copa KNVB                                                    | 17       | 10       | 3        | 4        | 28       | 20       |          |          |
| EMP | Supercopa dos Países Baixos                                  | 10       | 5        | 0        | 5        | 16       | 21       |          |          |
| AJX | Amistosos (Como parte de um torneio)                         | 3        | 2        | 0        | 1        | 6        | 6        |          |          |
| AJX | Amistosos                                                    | 8        | 6        | 1        | 1        | 29       | 13       |          |          |
| AJX | TOTAL                                                        | 181      | 81       | 32       | 68       | 328      | 298      |          |          |
| P - Partidas; E - Empates; AJX - vitórias do Ajax; PSV - vitórias do PSV; GAJX - gols do Ajax; GPSV - gols do PSV; |                                                              |          |          |          |          |          |          |          |          |
| Atualizado em 26 de março de 2023                                                                                  |                                                              |          |          |          |          |          |          |          |          |

## Results
| Partida    | Temporada | Data                    | Resultado         | Competição                  |
| ---------- | --------- | ----------------------- | ----------------- | --------------------------- |
| Ajax − PSV | 1928      | 2 de dezembro de 1928   | 4−4               | Amistosos                   |
| Ajax − PSV | 1930      | 26 de dezembro de 1930  | 10−2              | Amistosos                   |
| Ajax − PSV | 1930/31   | 12 de abril de 1931     | 4−2               | Kampioenscompetitie         |
| PSV − Ajax | 1930/31   | 7 de junho de 1931      | 2−5               | Kampioenscompetitie         |
| Ajax − PSV | 1931/32   | 10 de abril de 1932     | 3−0               | Kampioenscompetitie         |
| PSV − Ajax | 1931/32   | 16 de maio de 1932      | 1−4               | Kampioenscompetitie         |
| Ajax − PSV | 1934/35   | 25 de dezembro de 1934  | 3−2               | Amistosos                   |
| PSV − Ajax | 1934/35   | 26 de maio de 1935      | 4−1               | Kampioenscompetitie         |
| Ajax − PSV | 1934/35   | 30 de maio de 1935      | 2−3               | Kampioenscompetitie         |
| PSV − Ajax | 1936/37   | 16 de agosto de 1936    | 2−3               | Willem II Jubileum Toernooi |
| PSV − Ajax | 1936/37   | 21 de março de 1937     | 2−3               | Kampioenscompetitie         |
| Ajax − PSV | 1936/37   | 18 de abril de 1937     | 5−2               | Kampioenscompetitie         |
| PSV − Ajax | 1942      | 8 de novembro de 1942   | 1−2               | Amistosos                   |
| Ajax − PSV | 1947      | 15 de setembro de 1947  | 1−3               | Amistosos                   |
| Ajax − PSV | 1949      | 6 de junho de 1949      | 5−1               | Amistosos                   |
| Ajax − PSV | 1952      | 30 de abril de 1952     | 2−0               | Amistosos                   |
| PSV − Ajax | 1956/57   | 9 de dezembro de 1956   | 2−3               | Eredivisie                  |
| Ajax − PSV | 1956/57   | 14 de abril de 1957     | 1−0               | Eredivisie                  |
| Ajax − PSV | 1956/57   | 30 de abril de 1957     | 2−0               | Amistosos                   |
| PSV − Ajax | 1957/58   | 8 de setembro de 1957   | 0−5               | Eredivisie                  |
| Ajax − PSV | 1957/58   | 19 de janeiro de 1958   | 1−2               | Eredivisie                  |
| PSV − Ajax | 1958/59   | 5 de outubro de 1958    | 1−1               | Eredivisie                  |
| Ajax − PSV | 1958/59   | 8 de março de 1959      | 1−0               | Eredivisie                  |
| PSV − Ajax | 1959/60   | 30 de agosto de 1959    | 1−1               | Eredivisie                  |
| Ajax − PSV | 1959/60   | 3 de janeiro de 1960    | 6−2               | Eredivisie                  |
| PSV − Ajax | 1959/60   | 29 de maio de 1960      | 2−0               | Eredivisie                  |
| Ajax − PSV | 1959/60   | 15 de junho de 1960     | 2−2               | Eredivisie                  |
| Ajax − PSV | 1960/61   | 4 de setembro de 1960   | 0−0               | Eredivisie                  |
| PSV − Ajax | 1960/61   | 19 de fevereiro de 1961 | 1−3               | Eredivisie                  |
| PSV − Ajax | 1961/62   | 19 de novembro de 1961  | 2−2               | Eredivisie                  |
| Ajax − PSV | 1961/62   | 15 de abril de 1962     | 4−5               | Eredivisie                  |
| Ajax − PSV | 1962/63   | 26 de dezembro de 1962  | 1−1               | Eredivisie                  |
| PSV − Ajax | 1962/63   | 9 de junho de 1963      | 5−2               | Eredivisie                  |
| Ajax − PSV | 1963/64   | 3 de novembro de 1963   | 2−0               | Eredivisie                  |
| PSV − Ajax | 1963/64   | 5 de abril de 1964      | 2−0               | Eredivisie                  |
| Ajax − PSV | 1964/65   | 22 de novembro de 1964  | 5−0               | Eredivisie                  |
| PSV − Ajax | 1964/65   | 11 de abril de 1965     | 3−0               | Eredivisie                  |
| Ajax − PSV | 1965/66   | 5 de setembro de 1966   | 2−0               | Eredivisie                  |
| PSV − Ajax | 1965/66   | 6 de março de 1966      | 0−2               | Eredivisie                  |
| Ajax − PSV | 1966/67   | 9 de outubro de 1966    | 3−1               | Eredivisie                  |
| PSV − Ajax | 1966/67   | 26 de fevereiro de 1967 | 2−1               | Eredivisie                  |
| PSV − Ajax | 1967/68   | 15 de outubro de 1967   | 1−2               | Eredivisie                  |
| Ajax − PSV | 1967/68   | 17 de março de 1968     | 4−0               | Eredivisie                  |
| PSV − Ajax | 1968/69   | 8 de dezembro de 1968   | 0−1               | Eredivisie                  |
| Ajax − PSV | 1968/69   | 15 de maio de 1969      | 1−2               | Eredivisie                  |
| Ajax − PSV | 1969/70   | 5 de outubro de 1969    | 3−0               | Eredivisie                  |
| PSV − Ajax | 1969/70   | 30 de março de 1970     | 1−3               | Eredivisie                  |
| Ajax − PSV | 1969/70   | 27 de maio de 1970      | 2−0               | Copa KNVB                   |
| Ajax − PSV | 1970/71   | 30 de outubro de 1970   | 1−0               | Eredivisie                  |
| PSV − Ajax | 1970/71   | 18 de abril de 1971     | 0−3               | Eredivisie                  |
| PSV − Ajax | 1971/72   | 25 de setembro de 1971  | 1−1               | Eredivisie                  |
| Ajax − PSV | 1971/72   | 12 de março de 1972     | 4−1               | Eredivisie                  |
| PSV − Ajax | 1972/73   | 2 de setembro de 1972   | 0−3               | Eredivisie                  |
| Ajax − PSV | 1972/73   | 10 de fevereiro de 1973 | 3−1               | Eredivisie                  |
| Ajax − PSV | 1973/74   | 20 de outubro de 1973   | 1−1               | Eredivisie                  |
| PSV − Ajax | 1973/74   | 23 de março de 1974     | 3−1               | Eredivisie                  |
| Ajax − PSV | 1973/74   | 3 de abril de 1974      | 1−2               | Copa KNVB                   |
| PSV − Ajax | 1974/75   | 15 de dezembro de 1974  | 1−1               | Eredivisie                  |
| Ajax − PSV | 1974/75   | 27 de abril de 1975     | 2−4               | Eredivisie                  |
| PSV − Ajax | 1975/76   | 20 de setembro de 1975  | 6−2               | Eredivisie                  |
| Ajax − PSV | 1975/76   | 27 de março de 1976     | 1−3               | Eredivisie                  |
| Ajax − PSV | 1976/77   | 1 de setembro de 1976   | 1−0               | Eredivisie                  |
| PSV − Ajax | 1976/77   | 29 de janeiro de 1977   | 3−1               | Eredivisie                  |
| Ajax − PSV | 1977/78   | 4 de dezembro de 1977   | 1−4               | Eredivisie                  |
| PSV − Ajax | 1977/78   | 23 de abril de 1978     | 2−3               | Eredivisie                  |
| Ajax − PSV | 1978/79   | 9 de setembro de 1978   | 2−0               | Eredivisie                  |
| PSV − Ajax | 1978/79   | 17 de março de 1979     | 3−1               | Eredivisie                  |
| Ajax − PSV | 1979/80   | 11 de novembro de 1979  | 4−1               | Eredivisie                  |
| PSV − Ajax | 1979/80   | 12 de abril de 1980     | 1−1               | Eredivisie                  |
| PSV − Ajax | 1979/80   | 16 de abril de 1980     | 1−2               | Copa KNVB                   |
| Ajax − PSV | 1979/80   | 29 de abril de 1979     | 1−1               | Copa KNVB                   |
| Ajax − PSV | 1980/81   | 14 de setembro de 1980  | 5−2               | Eredivisie                  |
| PSV − Ajax | 1980/81   | 7 de março de 1981      | 3−1               | Eredivisie                  |
| PSV − Ajax | 1980/81   | 15 de abril de 1981     | 2−2               | Copa KNVB                   |
| Ajax − PSV | 1980/81   | 5 de maio de 1981       | 2−1               | Copa KNVB                   |
| PSV − Ajax | 1981/82   | 24 de outubro de 1981   | 3−0               | Eredivisie                  |
| Ajax − PSV | 1981/82   | 18 de abril de 1982     | 3−0               | Eredivisie                  |
| PSV − Ajax | 1982/83   | 9 de outubro de 1982    | 4−0               | Eredivisie                  |
| Ajax − PSV | 1982/83   | 6 de março de 1983      | 3−3               | Eredivisie                  |
| Ajax − PSV | 1982/83   | 30 de março de 1983     | 2−0               | Copa KNVB                   |
| PSV − Ajax | 1982/83   | 13 de abril de 1983     | 3−1 (2-3 P)       | Copa KNVB                   |
| PSV − Ajax | 1983/84   | 5 de novembro de 1983   | 1−0               | Eredivisie                  |
| Ajax − PSV | 1983/84   | 21 de abril de 1984     | 1−0               | Eredivisie                  |
| Ajax − PSV | 1984/85   | 16 de dezembro de 1984  | 1−4               | Eredivisie                  |
| Ajax − PSV | 1984/85   | 13 de março de 1985     | 1−1               | Copa KNVB                   |
| PSV − Ajax | 1984/85   | 19 de março de 1985     | 2−0               | Copa KNVB                   |
| PSV − Ajax | 1984/85   | 2 de junho de 1985      | 4−0               | Eredivisie                  |
| Ajax − PSV | 1985/86   | 28 de agosto de 1985    | 2−4               | Eredivisie                  |
| PSV − Ajax | 1985/86   | 16 de março de 1986     | 1−1               | Eredivisie                  |
| Ajax − PSV | 1986/87   | 31 de agosto de 1986    | 3−0               | Eredivisie                  |
| PSV − Ajax | 1986/87   | 29 de março de 1987     | 1−0               | Eredivisie                  |
| PSV − Ajax | 1987/88   | 30 de agosto de 1987    | 4−2               | Eredivisie                  |
| Ajax − PSV | 1987/88   | 7 de fevereiro de 1988  | 0−1               | Eredivisie                  |
| Ajax − PSV | 1988/89   | 9 de outubro de 1988    | 2−0               | Eredivisie                  |
| PSV − Ajax | 1988/89   | 19 de março de 1989     | 1−4               | Eredivisie                  |
| PSV − Ajax | 1989/90   | 10 de setembro de 1989  | 2−0               | Eredivisie                  |
| Ajax − PSV | 1989/90   | 5 de janeiro de 1990    | 2−1               | Philips Cup (Amistosos)     |
| Ajax − PSV | 1989/90   | 18 de fevereiro de 1990 | 3−2               | Eredivisie                  |
| PSV − Ajax | 1990/91   | 14 de março de 1990     | 2−2 (2-1 P)       | Copa KNVB                   |
| Ajax − PSV | 1990/91   | 28 de outubro de 1990   | 3−1               | PTT−Telecompetitie          |
| PSV − Ajax | 1990/91   | 7 de abril de 1991      | 4−1               | PTT−Telecompetitie          |
| PSV − Ajax | 1991/92   | 20 de outubro de 1991   | 3−2               | PTT−Telecompetitie          |
| Ajax − PSV | 1991/92   | 19 de janeiro de 1992   | 1−0               | PTT−Telecompetitie          |
| Ajax − PSV | 1991/92   | 9 de fevereiro de 1992  | 2−1 (Prorrogação) | KNBV Beker                  |
| Ajax − PSV | 1992/93   | 9 de agosto de 1992     | 3−0               | Amsterdam 7x (Amistosos)    |
| Ajax − PSV | 1992/93   | 5 de setembro de 1992   | 1−2               | PTT−Telecompetitie          |
| PSV − Ajax | 1992/93   | 14 de fevereiro de 1993 | 2−1               | PTT−Telecompetitie          |
| Ajax − PSV | 1993/94   | 5 de setembro de 1993   | 2−0               | PTT−Telecompetitie          |
| PSV − Ajax | 1993/94   | 6 de fevereiro de 1994  | 4−1               | PTT−Telecompetitie          |
| PSV − Ajax | 1994/95   | 23 de outubro de 1994   | 1−4               | PTT−Telecompetitie          |
| Ajax − PSV | 1994/95   | 22 de janeiro de 1995   | 1−0               | PTT−Telecompetitie          |
| Ajax − PSV | 1995/96   | 5 de novembro de 1995   | 1−1               | PTT−Telecompetitie          |
| PSV − Ajax | 1995/96   | 8 de abril de 1996      | 1−1               | PTT−Telecompetitie          |
| Ajax − PSV | 1996/97   | 18 de agosto de 1996    | 0−3               | Supercopa dos Países Baixos |
| Ajax − PSV | 1996/97   | 22 de dezembro de 1996  | 0−2               | PTT−Telecompetitie          |
| PSV − Ajax | 1996/97   | 13 de abril de 1997     | 2−0               | PTT−Telecompetitie          |
| Ajax − PSV | 1997/98   | 21 de dezembro de 1997  | 3−4               | PTT−Telecompetitie          |
| PSV − Ajax | 1997/98   | 15 de fevereiro de 1998 | 1−1               | PTT−Telecompetitie          |
| Ajax − PSV | 1997/98   | 17 de maio de 1998      | 5−0               | KNBV Beker                  |
| Ajax − PSV | 1998/99   | 16 de agosto de 1998    | 0−2               | Supercopa dos Países Baixos |
| Ajax − PSV | 1998/99   | 15 de novembro de 1998  | 2−2               | PTT−Telecompetitie          |
| PSV − Ajax | 1998/99   | 4 de abril de 1999      | 3−1               | PTT−Telecompetitie          |
| Ajax − PSV | 1999/2000 | 15 de dezembro de 1999  | 1−3               | PTT−Telecompetitie          |
| PSV − Ajax | 1999/2000 | 10 de fevereiro de 2000 | 4−0               | PTT−Telecompetitie          |
| PSV − Ajax | 2000/01   | 29 de outubro de 2000   | 1−1               | KPN Eredivisie              |
| Ajax − PSV | 2000/01   | 8 de abril de 2001      | 0−1               | KPN Eredivisie              |
| Ajax − PSV | 2001/02   | 25 de novembro de 2001  | 1−3               | KPN Eredivisie              |
| PSV − Ajax | 2001/02   | 24 de março de 2002     | 1−1               | KPN Eredivisie              |
| Ajax − PSV | 2001/02   | 10 de abril de 2002     | 3−0               | Amstel Cup                  |
| Ajax − PSV | 2002/03   | 11 de agosto de 2002    | 3−1               | Supercopa dos Países Baixos |
| Ajax − PSV | 2002/03   | 15 de dezembro de 2002  | 2−4               | Holland Casino Eredivisie   |
| PSV − Ajax | 2002/03   | 23 de março de 2003     | 2−0               | Holland Casino Eredivisie   |
| PSV − Ajax | 2003/04   | 26 de outubro de 2003   | 2−2               | Holland Casino Eredivisie   |
| Ajax − PSV | 2003/04   | 8 de fevereiro de 2004  | 2−1               | Holland Casino Eredivisie   |
| PSV − Ajax | 2004/05   | 24 de outubro de 2004   | 2−0               | Holland Casino Eredivisie   |
| Ajax − PSV | 2004/05   | 20 de março de 2005     | 0−4               | Holland Casino Eredivisie   |
| PSV − Ajax | 2005/06   | 5 de agosto de 2005     | 1−2               | Supercopa dos Países Baixos |
| PSV − Ajax | 2005/06   | 23 de outubro de 2005   | 1−0               | Eredivisie                  |
| Ajax − PSV | 2005/06   | 11 de março de 2006     | 0−0               | Eredivisie                  |
| Ajax − PSV | 2005/06   | 7 de maio de 2006       | 2−1               | Gatorade Cup                |
| Ajax − PSV | 2006/07   | 13 de agosto de 2006    | 3−1               | Supercopa dos Países Baixos |
| Ajax − PSV | 2006/07   | 12 de novembro de 2006  | 0−1               | Eredivisie                  |
| PSV − Ajax | 2006/07   | 18 de março de 2007     | 1−5               | Eredivisie                  |
| Ajax − PSV | 2007/08   | 11 de agosto de 2007    | 1−0               | Supercopa dos Países Baixos |
| Ajax − PSV | 2007/08   | 30 de janeiro de 2008   | 0−2               | Eredivisie                  |
| PSV − Ajax | 2007/08   | 19 de março de 2008     | 0−0               | Eredivisie                  |
| Ajax − PSV | 2008/09   | 16 de novembro de 2008  | 4−1               | Eredivisie                  |
| PSV − Ajax | 2008/09   | 19 de abril de 2009     | 6−2               | Eredivisie                  |
| PSV − Ajax | 2009/10   | 16 de agosto de 2009    | 4−3               | Eredivisie                  |
| Ajax − PSV | 2009/10   | 14 de março de 2010     | 4−1               | Eredivisie                  |
| Ajax − PSV | 2010/11   | 20 de novembro de 2010  | 0−0               | Eredivisie                  |
| PSV − Ajax | 2010/11   | 27 de fevereiro de 2011 | 0−0               | Eredivisie                  |
| PSV − Ajax | 2011/12   | 18 de setembro de 2011  | 2−2               | Eredivisie                  |
| Ajax − PSV | 2011/12   | 25 de março de 2012     | 2−0               | Eredivisie                  |
| PSV − Ajax | 2012/13   | 5 de agosto de 2012     | 4−2               | Supercopa dos Países Baixos |
| Ajax − PSV | 2012/13   | 1 de dezembro de 2012   | 3−1               | Eredivisie                  |
| PSV − Ajax | 2012/13   | 14 de abril de 2013     | 2−3               | Eredivisie                  |
| PSV − Ajax | 2013/14   | 22 de setembro de 2013  | 4−0               | Eredivisie                  |
| Ajax − PSV | 2013/14   | 19 de janeiro de 2014   | 1−0               | Eredivisie                  |
| Ajax − PSV | 2014/15   | 24 de agosto de 2014    | 1−3               | Eredivisie                  |
| PSV − Ajax | 2014/15   | 1 de março de 2015      | 1−3               | Eredivisie                  |
| Ajax − PSV | 2015/16   | 4 de outubro de 2015    | 1−2               | Eredivisie                  |
| PSV − Ajax | 2015/16   | 20 de março de 2016     | 0−2               | Eredivisie                  |
| Ajax − PSV | 2016/17   | 18 de dezembro de 2016  | 1−1               | Eredivisie                  |
| PSV − Ajax | 2016/17   | 23 de abril de 2017     | 1−0               | Eredivisie                  |
| Ajax − PSV | 2017/18   | 10 de dezembro de 2017  | 3–0               | Eredivisie                  |
| PSV − Ajax | 2017/18   | 15 de abril de 2018     | 3–0               | Eredivisie                  |
| PSV − Ajax | 2018/19   | 23 de setembro de 2018  | 3–0               | Eredivisie                  |
| Ajax − PSV | 2018/19   | 31 de março de 2019     | 3–1               | Eredivisie                  |
| Ajax − PSV | 2019/20   | 27 de julho de 2019     | 2–0               | Supercopa dos Países Baixos |
| PSV − Ajax | 2019/20   | 22 de setembro de 2019  | 1–1               | Eredivisie                  |
| Ajax − PSV | 2019/20   | 2 de fevereiro de 2020  | 1–0               | Eredivisie                  |
| Ajax − PSV | 2020/21   | 10 de janeiro de 2021   | 2–2               | Eredivisie                  |
| Ajax − PSV | 2020/21   | 10 de fevereiro de 2021 | 2–1               | Copa KNVB                   |
| PSV − Ajax | 2020/21   | 28 de fevereiro de 2021 | 1–1               | Eredivisie                  |
| Ajax − PSV | 2021/22   | 7 de agosto de 2021     | 0−4               | Supercopa dos Países Baixos |
| Ajax − PSV | 2021/22   | 24 de outubro de 2021   | 5–0               | Eredivisie                  |
| PSV − Ajax | 2021/22   | 23 de janeiro de 2022   | 1–2               | Eredivisie                  |
| PSV − Ajax | 2021/22   | 17 de abril de 2022     | 2−1               | Copa KNVB                   |
| Ajax − PSV | 2022/23   | 30 de julho de 2022     | 3−5               | Supercopa dos Países Baixos |
| Ajax − PSV | 2022/23   | 6 de novembro de 2022   | 1−2               | Eredivisie                  |
| PSV − Ajax | 2022/23   | 16 de abril de 2023     |                   | Eredivisie                  |

## Transferências

### Do Ajax ao PSV
- Jan Hassink (1925, aposentado)
- Piet van der Kuil (1959, aposentado)
- Frits Soetekouw (1967, aposentado)
- Gerald Vanenburg (1986, aposentado)
- Ronald Koeman (1986, aposentado)
- Stanley Menzo (1994, aposentado)
- Kenneth Perez (2007, aposentado)
- Nick Viergever (2018)

### Do PSV ao Ajax
(r=retorno)
- Gert Bals (1965, aposentado)
- Peter Hoekstra (1996, aposentado)
- Kenneth Perez (r, de janeiro de 2008, aposentado)
- Ismaïl Aissati (2008)
- André Ooijer (r, 2010, aposentado)
- Riechedly Bazoer (2012)

### Antigos jogadores do PSV que passaram antes no Ajax
- Frank Arnesen (aposentado)
- Jason Čulina (aposentado)
- Ruud Geels (aposentado)
- Arie Haan (aposentado)
- Wim Jonk (aposentado)
- Florian Jozefzoon
- Wim Kieft (aposentado)
- Patrick Kluivert (aposentado)
- Søren Lerby (aposentado)
- Andy van der Meyde (aposentado)
- Luciano Narsingh
- Michael Reiziger (aposentado)
- Marciano Vink (aposentado)
- Jan Wouters (aposentado)
- Steven Bergwijn
- Jeremain Lens
- Siem de Jong
- Pablo Rosario
- Donyell Malen

### Antigos jogadores do Ajax que passaram no PSV antes
- Jürgen Colin (aposentado)
- Dennis Rommedahl (aposentado)
- Jaap Stam (aposentado)
- John Veldman (aposentado)
- Rob Wielaert (aposentado)
- Klaas-Jan Huntelaar (aposentado)
- Zakaria Labyad
- Mohamed Ihattaren
- Steven Bergwijn

## Títulos
| Competições Internacionais                      | Ajax | PSV |
| ----------------------------------------------- | ---- | --- |
| Mundial de Clubes da FIFA/Taça Intercontinental | 2    | 0   |
| Liga dos Campeões                               | 4    | 1   |
| Liga Europa                                     | 1    | 1   |
| Recopa Europeia                                 | 1    | 0   |
| Supercopa da UEFA                               | 2    | 0   |
| Total Internacional                             | 10   | 2   |
| Competições Nacionais                           | Ajax | PSV |
| Campeonato Holandês                             | 35   | 24  |
| Copa dos Países Baixos                          | 20   | 10  |
| Supercopa dos Países Baixos                     | 9    | 13  |
| Total Nacional                                  | 64   | 47  |
| TOTAL                                           | 74   | 49  |
| Outas Competições                               | Ajax | PSV |
| Centenário do Rangers                           | 1    | 0   |
| Copa Karl Rappan                                | 1    | 0   |
| TOTAL GERAL                                     | 76   | 49  |